# Dunbar Castle (Schiff)
Die Dunbar Castle (II) war ein 1930 in Dienst gestelltes Passagierschiff, das von der britischen Reederei Union-Castle Line im Passagier- und Postverkehr zwischen Großbritannien und Südafrika eingesetzt wurde. Sie sank am 9. Januar 1940 nach dem Auflaufen auf eine Mine und war damit das erste Schiff, das die Union-Castle Line im Zweiten Weltkrieg verlor. 10 Menschen kamen dabei ums Leben.

## Geschichte
Das 10.002 BRT große Motorschiff Dunbar Castle wurde bei Harland & Wolffs Govan Shipyard in Govan (Schottland) gebaut und war 147,52 Meter lang und 18,65 Meter breit. Das Schiff hatte zwei Schornsteine, zwei Masten und zwei Propeller und wurde von Dieselmotoren von Burmeister & Wain angetrieben, die es auf 14,5 Knoten beschleunigen konnten. Die Dunbar Castle wurde nach einem Schloss in Dunbar, East Lothian, benannt. Sie lief am 31. Oktober 1929 vom Stapel und wurde am 20. Mai 1930 fertiggestellt.
Am 9. Januar 1940 befand sich die Dunbar Castle unter dem Kommando von Kapitän Henry Atherton Causton auf einer Fahrt von London nach Beira in Mosambik. Sie war Teil des Konvois OA-69, der sich im Atlantik für die weitere Fahrt mit einem anderen Konvoi zusammenschließen sollte. An Bord waren 150 Besatzungsmitglieder, ein Lotse und 48 Passagiere, darunter neun Kinder und mindestens vier Frauen, zwei davon Nonnen. Außerdem hatte das Schiff 4.400 Tonnen Fracht geladen.
Zwei Seemeilen nordöstlich der Goodwin Sands lief die Dunbar Castle auf eine Magnetmine, die direkt unter der Kommandobrücke explodierte. Gleich nach der Explosion begann das Schiff Schlagseite zu machen, was das Ausbooten erschwerte. Die Besatzung schaffte es trotzdem, fast alle Passagiere in die Rettungsboote zu bekommen und die Boote zu Wasser zu lassen. Durch die Explosion waren jedoch mehrere Crewangehörige getötet worden. Da auch Kapitän Causton schwer verletzt worden war, übernahm der Leitende Offizier Herbert H. Robinson das Kommando über die Evakuierung. 30 Minuten nach dem Minentreffer ging die Dunbar Castle auf der Position 51.23N/1.34E unter.
Kapitän Causton starb wenig später in einem der Boote. Außerdem waren ein Passagier und acht weitere Besatzungsmitglieder ums Leben gekommen. Die Überlebenden wurden von
dem Minenräumer Calvi aufgenommen, der zum Konvoi gehörte. Eine motorisierte Barge, die alsbald am Unglücksort eintraf, brachte sie schließlich ins sieben Meilen entfernte Ramsgate. Dem Leitenden Offizier Robinson wurde für das Aufrechterhalten der Disziplin während des Unglücks und die erfolgreiche Evakuierung des Schiffs im März 1940 der Order of the British Empire verliehen. Das aufrecht und in einem Stück in seichten Gewässern liegende Wrack der Dunbar Castle wurde 1959 gesprengt.